# Distrito de Tamarindo
El distrito de Tamarindo es uno de los siete que conforman la provincia de Paita ubicada en el departamento de Piura en el norte del Perú. Limita por el norte con el distrito de La Brea (Talara); por el sur con el río Chira y el distrito de La Huaca; por el este con el distrito de Marcavelica (Sullana) y; por el oeste con el distrito de Amotape.
Desde el punto de vista jerárquico de la Iglesia católica, forma parte de la Arquidiócesis de Piura.

## Historia
Según el instituto nacional de monumentos arqueológicos (INC- Piura), en el sector de Monte Lima (Tamarindo) se han encontrado un centro administrativo, sitios habitacionales y conchales, que datan desde la era primitiva.
Tamarindo se creó en 1920, siendo su primer alcalde Genaro Medina López. Cuentan que se pobló con gente que vino de Tangarará, eran “arrieros” trayendo sus mercaderías en piaras hacia Malcas (Talara) y al pasar por estas tierras pobladas de tamarindos, descansaban bajo la sombra de estos frondosos árboles y con el tiempo se quedaron a vivir aquí, llamando a este lugar Tamarindo.
Hasta 1891 Tamarindo formaba parte del distrito de Amotape.
Mediante ley regional # 315, del 28 de agosto de 1920, el caserío de Tamarindo fue elevado a distrito, siendo Presidente de la República, Augusto B. Leguia.

## Geografía
Este poblado agrícola pertenece a la provincia de Paita y está ubicado a la margen derecha del valle del Chira, y dista a 37 km de Paita y a 42´ por carretera
El distrito de Tamarindo comprende los caseríos de: Monte Lima, Sechurita, La Libertad y Vista Florida (llamada también Santo Papa).
Del distrito de Tamarindo sus caseríos son: Monte Lima, Sechurita, La Libertad, Vista Florida (llamada también Santo Papa), más la formación del A-H “Nuevo Tamarindo”, y los llamados barrios Leticia y Singapur.
A raíz de las lluvias del 83 y 98 se han formado las calles Leticia y Singapur que son barrios, y el asentamiento humano nuevo Tamarindo, ubicado en la cima de un alto cerro, lado oeste, de casas rústicas; tiene tres calles pequeñas y cuenta con agua, desagüe y luz.
Contando con sus caseríos y la formación de su A-H, y los llamados barrios, Tamarindo como distrito cuenta con una población considerable, es un pueblo grande. Casi todas sus calles están pavimentadas entre ellas: la calle de la plaza de armas, Sucre, Bolívar, Grau, Salaverry, Castilla, 28 de Julio, Constitución Olaya y Leticia. Otras son: Alfonso Ugarte (vía carretera), Manco Cápac, Leoncio Prado, San Cosme, etc.
En el centro del poblado las casas son de concreto, con algunas casonas antiguas de material rústico. En la periferia que ya es cerro, hay casas encontradas y en desorden de quincha (carrizo- caña y barro) con corrales grandes, cerrados y abiertos donde descansa y come el ganado; son de calamina, eternit y totora los techos de las casas.
En antes donde prevalecieron los tamarindos y fue pura montería, hoy Tamarindo es campo, pueblo con casas de campo. En lo urbanístico ha progresado notablemente, tiene municipalidad y biblioteca, templo “Santo Domingo de Guzmán”, gobernaciones y juzgados, puesto de salud y puesto de policía, botiquín parroquial, coliseo “Alfonso Ugarte”, EPM-14767, CEIN-421”Pastorcitos de Belén”, colegio “víctor Raúl Haya de la Torre”, mercado, cementerio, plataforma deportiva al pie del barrio Leticia, campo deportivo al aire libre circundada de airosos algarrobos, plazuela “28 de julio”, plazuela “Ramiro priale” y su plaza de armas que cuenta con jardines cercados, prevaleciendo frondosos árboles como: poncianas, papelillos, Tamarindos, y el “mata cojudos”. Tamarindo cuenta con los servicios básicos de agua, desagüe y luz.

## Autoridades

### Municipales
- 2015-2018[2]
  - Alcalde: Ademar Vega Cobeñas, del Movimiento Fuerza Provincial Paiteña (FRP).
  - Regidores: Rita Marcia Moreno Chapa (FRP), Marvin Stevees Chávez Arismendiz (FRP), Santos Abad Zapata de García (FRP), José Oswaldo Macalupu Paico (FRP), Julio César Cobeñas Clavijo (Seguridad y Prosperidad).
- 2011-2014[3]
  - Alcalde: Hernán Farias Medina, del Partido Acción Popular (AP).
  - Regidores: Juan Francisco Rojas Yovera (AP), Wilmer Mario Olaya Huancayo (AP), Roxana Avalo Baca de Arismendis (AP), Seferino Suyón Sosa (AP), Robi Benites Castillo (Fuerza Provincial Paiteña).
- 2007-2010
  - Alcalde:  Hernán Farias Medina

### Policiales
- Comisario: Sargento PNP .

### Religiosas
- Arquidiócesis de Piura[4]
  - Arzobispo: Mons. José Antonio Eguren Anselmi SCV.[5]
- Parroquia 
  - Párroco: Pbro.

## Economía

### Agricultura
El gran valle esta frente y cerca al pueblo y los agricultores tamarindeños están agrupados en “la comunidad Santo Domingo de Guzmán”, a quienes se les han asignado sus cuadras de terreno de cultivo.
Producen arroz, maíz, tamarindo y productos de pan llevar como: fréjol,  zapallo y sandia. Hablando en términos de campo y chacras, algunos sectores se llaman o llamaban: San Pedro, San Antonio, la Castellana, la Palestina, la Macarena, Cabullido, Josefina, etc.

### Ganadería
Producen ganado vacuno, equino, mular, y porcino. El ganado ovino y caprino para el pastoreo; el caballo, el burro y el mulo para carga, transporte, arar la tierra y halar la carretera donde traen los “tercios” de leña y pasto al retorno de la faena agrícola diaria. En el campo prevalecen los pájaros cantores que llenan de melodías el fresco lugar; hay soñas, chilalos, cuculas y el pajarito sordo, y animales como el capazo. Aun esta gente toma la leche de burra negra para los pulmones

## Cultura
TAMARINDO, Pueblo y valle hermoso. 
En la cúspide del llamado cerro Santa Lucia, se levanta imponente y majestuoso la colosal imagen del Cristo redentor; el cristo de brazos abiertos está mirando al valle. Desde esta alto cerro se divisa lo grande que es el pueblo; al norte y entre medio está circundado por los antiguos cerros, y al sur esta el amplio y majestuoso valle que luce como inmensa e interminable alfombra verde poblada de chacras y palmeras, de sembrios y plantaciones; los techos soleados y los árboles como puntos verdes inmóviles muestran la amplitud del lugar… la carretera polvorosa y desgastada que viene de Amotape corta y divide en dos, pueblo y valle.
```
  TAMARINDO tiene un innegable misticismo y tradición, la que se ha reflejado en gran parte con la publicación de videos en red y la edición de libros entre ellos "EL SANTO PAPITA Y OTRAS HISTORIAS POPULARES" que resaltan la inmensa tradición de esta hermosa tierra en el norte peruano.
```

De Amotape a Tamarindo el viaje es placentero; el paisaje es atractivo y pintoresco; la carretera divide los milenarios cerros junto a los caseríos bucólicos y tranquilos con su gente noble y trabajadora, en contraste al verdor complaciente y agradable de la exuberante vegetación del valle con el discurrir culebrero del río Chira y se pierde como hilo de plata entre las tupidas plantaciones.

## Festividades
El patrono del pueblo es Santo Domingo de Guzmán, cuya festividad religiosa se celebra en el mes de agosto con diversas actividades tales como misas, competencias deportivas, bailes, procesiones, etc.

## Gastronomía
Sus comidas son el mondonguito, la sopa de pata de res, el aguadito de chancho, el cabrito con tamales, el seco  chavelo, el arroz amarillo con carne aliñada, el ceviche. Sus bebidas son la chicha de jora, el clarito helado.

## Vías de comunicación
Por la panamericana, este distrito cuenta con una buena carretera asfaltada que lo comunica vía Sullana – Ignacio Escudero – Tamarindo. Por el lado de Paita, viene por carretera asfaltada (15`), y se desvía por el tramo que va a Pueblo Nuevo (3´), se desvía por carrozable al Arenal (6`), pasa por la pasarela del puente Simón Rodríguez” llegando a Amotape(3´) y continúa y llega a Tamarindo (15`).
La carretera que viene de Amotape entra por la calle Alfonso Ugarte y continúa rumbo a Sullana. Dicha carretera, es buena, pero esta deteriorada y parchada en algunos tramos.

## Personas destacadas
1. Genaro Medina López. Primer alcalde de Tamarindo.
2. Candelario Cruz. Alcalde, sus obras: plazuela “Ramiro Priale”. En su periodo se trajo y levantó el Cristo Redentor.
3. Santos Ramos Cruz Medina. Alcalde, sus obras:remodeló la plaza de Armas, hizo la capilla en Sechurita, posta médica, construcción del reservorio de agua potable y pavimento casi todas las calles de Tamarindo.
4. Víctor Medina Mendives. Compositor.
5. Armando Mogollón, Dexter Villaseca e Hipólito Atoche conocidos como el trío “los compadres”, cantantes famosos con su tema “pincelada a Tamarindo”. autoría de don Antenor Palomino Ruíz
6. Sebastián Ramírez Lecarnaqué, autor de "Tamarindo en el tiempo"
7. Luis Alberto Facundo Vega, creador del Himno a Tamarindo.
8. “Los Bancayanes”, “los Loro”, “monitos”, “el niño”, "el toro" personajes folclóricos.
9. En mayo del año 2011, en la Pinacoteca municipal de Piura, se presentó el libro "El Santo papita y otras historias populares" del escritor Tamarindeño; JUAN AVILA MEDINA, incluido actualmente en el Plan Lector regional, por su valiosos aporte a la difusión de la cultura y tradiciones de los pueblos.